# Ischnocolus fasciculatus
Ischnocolus fasciculatus är en spindelart som beskrevs av Embrik Strand 1906. Ischnocolus fasciculatus ingår i släktet Ischnocolus och familjen fågelspindlar.
Artens utbredningsområde är Etiopien. Inga underarter finns listade i Catalogue of Life.